# Christof Diess
Christof Diess der Ältere (auch: Christof Dys oder Christof Thyes; geboren vor 1573; gestorben nach 1599) war ein deutscher Münzmeister.

## Leben

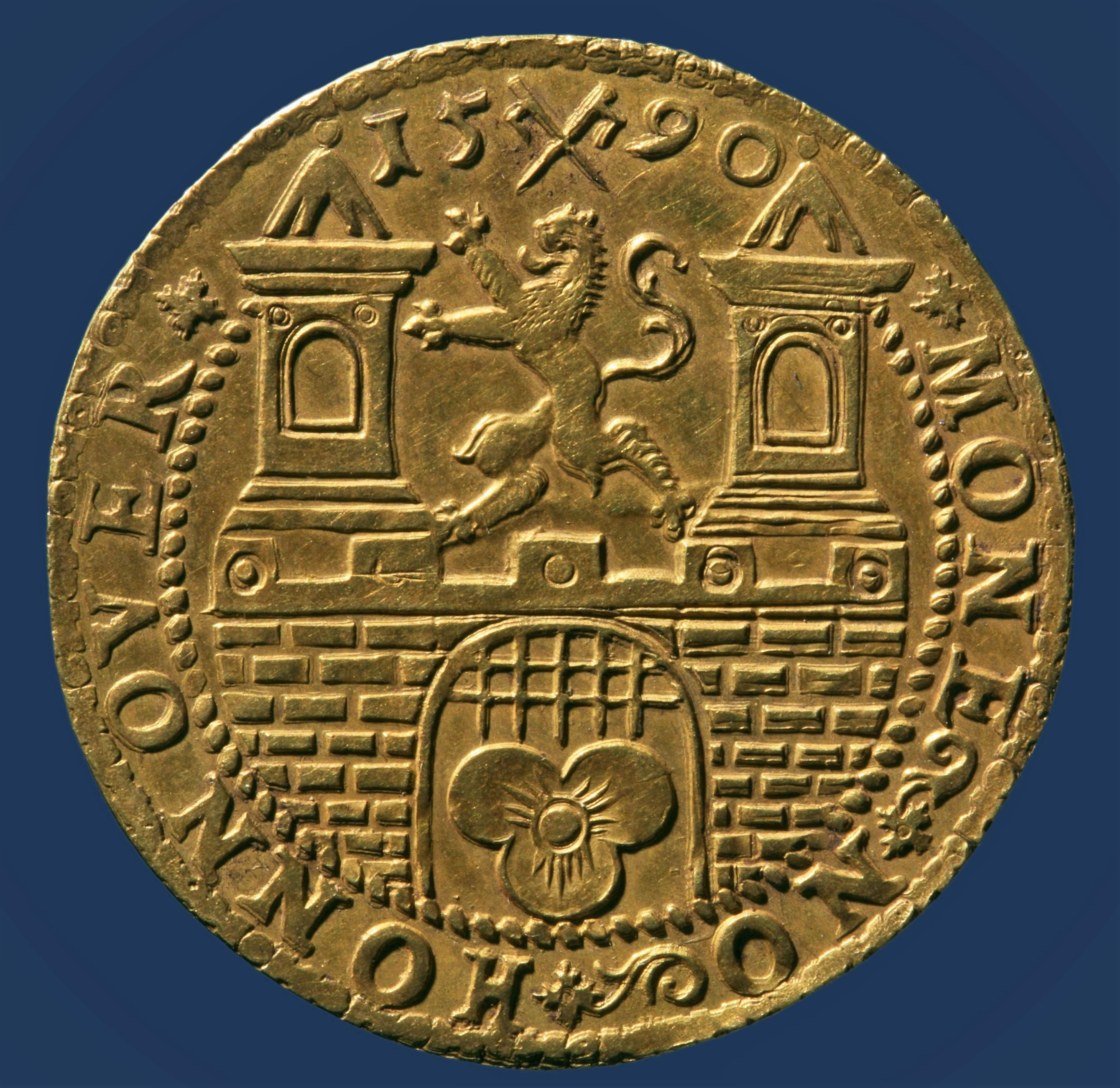
„Außerordentlich repräsentatives Probestück des Münzmeisters für den Rat der Stadt [Hannover]“: Dieser 1590 datierte Abschlag mit den Stempeln einer Silbermünze „im verkehrten Metall, in Gold“ ist nur in einem Exemplar bekannt;
Taler im (Gewichts-)Wert 3 1/2 Dukaten; Sammlung Niedersächsisches Landesmuseum Hannover, Münzkabinett

Diess wirkte mit Unterbrechungen als Münzmeister der Stadt Hildesheim in den Zeiträumen von 1573 bis 1574, von 1589 bis 1594 sowie von 1599 bis 1601.
Von seinem Hildesheimer Amt aus versah Diess zeitweilig parallel dazu von 1589 bis Anfang März 1590 seine Arbeit als Münzmeister für die städtische Münze von Hannover. Für diese prägte er erstmals am 12. September 1589 Reichsgroschen. Offenbar wirkten zeitweilig gleich zwei Münzmeister nebenamtlich in Hannover, denn der dort Anfang Dezember 1589 hergestellte Dreier war schon nicht mehr von Diess geprägt, sondern von Heinrich Depser beziehungsweise „Henrick dem Munthemester“. Da die zugehörigen Probezettel jedoch bis zum 3. März 1590 von Diess unterzeichnet wurden, wird von einer Tätigkeit des hauptamtlich in Hildesheim tätigen Münzmeisters in Hannover zumindest bis zu diesem Zeitpunkt ausgegangen.
Von 1594 bis 1599 bekleidete Diess das Amt des Münzmeisters beim Bischof Anton von Minden. In dieser Zeit wurde er durch die Tätigkeit des Wardeins Curt Lohmann begleitet.